# Falkenberg/Mark
Falkenberg/Mark ist ein Ortsteil der Gemeinde Falkenberg im Landkreis Märkisch-Oderland in Brandenburg.

## Geographie
Der Ort liegt sechs Kilometer westnordwestlich von Bad Freienwalde (Oder). Die Nachbarorte sind Liepe im Norden, Heeses Loos, Bralitz und Tortz im Nordosten, Wendtshof im Osten, Papierfabrik und Uchtenhagen im Südosten, Dannenberg/Mark im Süden, Cöthen im Südwesten sowie Hohenfinow und Broichsdorf im Nordwesten. Nordöstlich von Falkenberg befindet sich der Zepernicksee.

## Verkehr
Mit Kraftfahrzeugen ist der Ort über die Bundesstraße 167 erreichbar, im Ortsteil erschließt dann der Fontaneweg die Siedlung. − Eisenbahnanschluss bietet der Haltepunkt Falkenberg (Mark), der an der Bahnstrecke Eberswalde–Frankfurt (Oder) liegt. Er wird von der Regionalbahnlinie RB 60 Eberswalde–Frankfurt (Oder) bedient.